# Hjellum Station
Hjellum Station (Hjellum stasjon) var en jernbanestation på Rørosbanen, der lå i byområdet Hjellum i Hamar kommune i Norge.
Stationen åbnede sammen med den første del af banen fra Hamar til Grundset 23. juni 1862. Den blev nedgraderet til trinbræt 1. januar 1982. Betjeningen med persontog blev indstillet 1. juni 1986, og 27. maj 1990 blev stationen nedlagt.
Stationsbygningen blev opført til åbningen i 1862 efter tegninger af Georg Andreas Bull. Den er senere blevet ombygget noget men står i øvrigt stadig. Af perronen er der kun lidt tilbage. Fylkesvei 117 krydser banen lige øst for stationsbygningen.